# Andrenosoma zanutoi
Andrenosoma zanutoi är en tvåvingeart som beskrevs av Artigas, Papavero och Therezinha Pimentel 1988. Andrenosoma zanutoi ingår i släktet Andrenosoma och familjen rovflugor. Inga underarter finns listade i Catalogue of Life.